# Pierre Fehlmann
Pierre Fehlmann (1942) é um velejador suíço célebre pelas corridas em volta do mundo. Começa a fazer vela no Clube náutico de Morges nas margens do lago Lemano, lago que tem visto passar grandes nomes de velejadores suíços.
Selecionado para representar a Suíça em Vaurien em 1962, começa aí a sua longa carreira de navegador pois é classificado campeão do mundo. Assim e entre outros resultados são de assinalar:
- Campeão do mundo em  505 em 1967
- Vencedor da Whitbread em 1985-86, e ainda uma vez segundo, uma vez terceiro e duas vezes quarto [1]. Foi o único  a ter tomado parte cinco vezes nesta prova.
- Vencedor por duas vezes da Transat Québec-Saint-Malo 1984 e 1992
- Vencedor da Open UAP em 1995

Em 2007 é nomeado Presidente de Honra do Clube náutico de Morges